# لورين لندن
لورين لندن (بالإنجليزية: Lauren London)‏ (مواليد 5 ديسمبر 1984) ممثلة وعارضة أزياء أمريكية.

## روابط خارجية
- لورين لندن على موقع IMDb (الإنجليزية)
- لورين لندن على موقع ألو سيني (الفرنسية)
- لورين لندن على موقع أول موفي (الإنجليزية)
- لورين لندن على موقع إن إن دي بي (الإنجليزية)
- لورين لندن على موقع قاعدة بيانات الفيلم (الإنجليزية)
- لورين لندن على موقع كينوبويسك (الروسية)